# Šolta
Šolta (em croata:  Šolta) é uma ilha da Croácia e do Mar Adriático com cerca de 58,98 km² de área, localizada no centro-leste do Mar Adriático perto do continente, a oeste e muito perto da ilha Brač, a sul da ilha Čiovo e da cidade de Split e a leste das ilhas Drvenik (separadas pelo canal Šolta). Tinha 1675 habitantes em 2011. O seu ponto mais alto (Vela Straža) atinge 238 m de altitude.
Na costa norte-oriental da ilha situam-se as grandes baías de Rogač e Necujam. A economia local baseia-se no cultivo de vinha, oliveira e frutas, na pesca e no turismo.  Administrativamente pertence ao condado de Split-Dalmácia.
Rogač é o principal porto e Nečujam o centro turístico da ilha.

## Imagens

Šolta
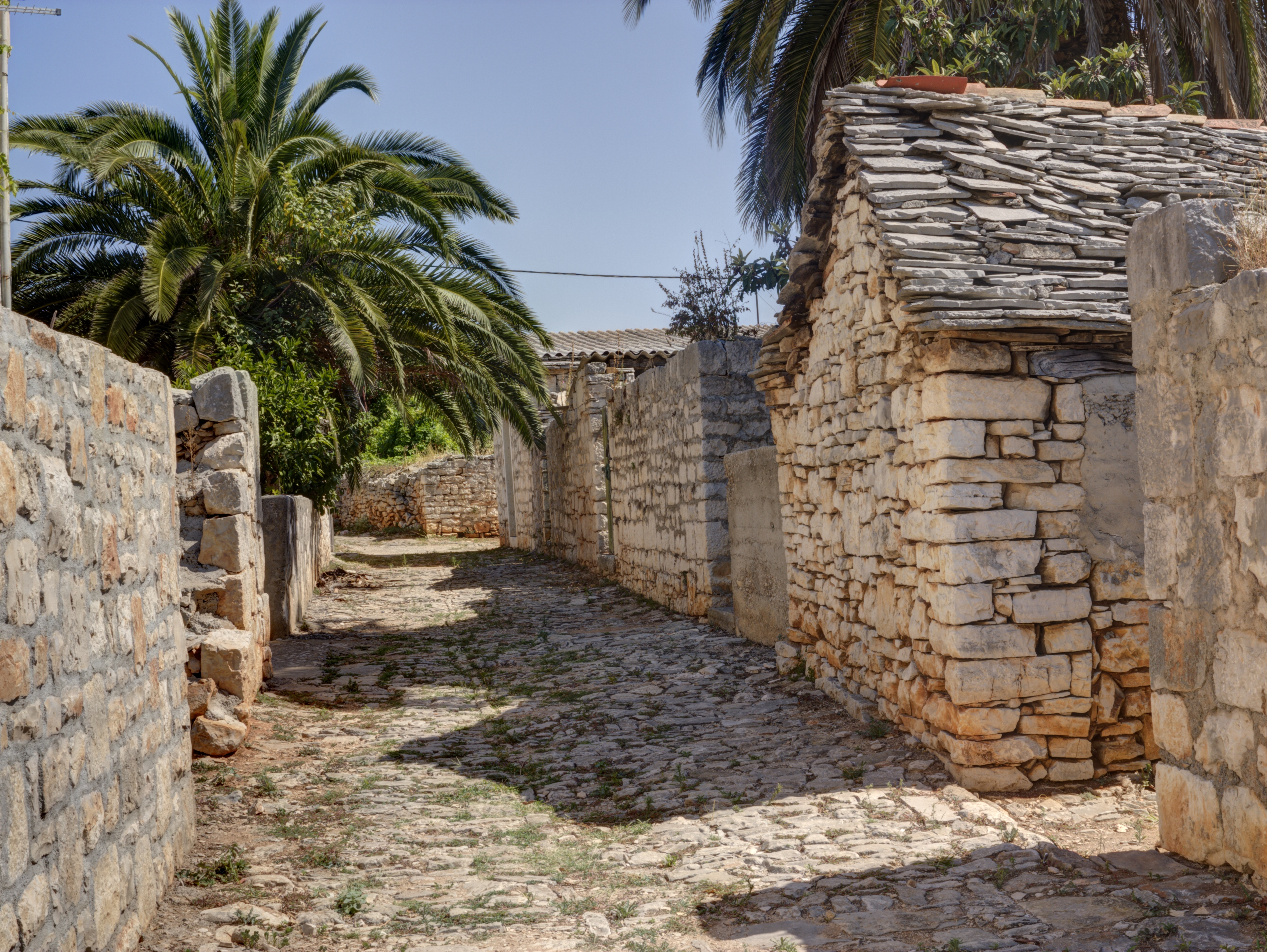
Grohote
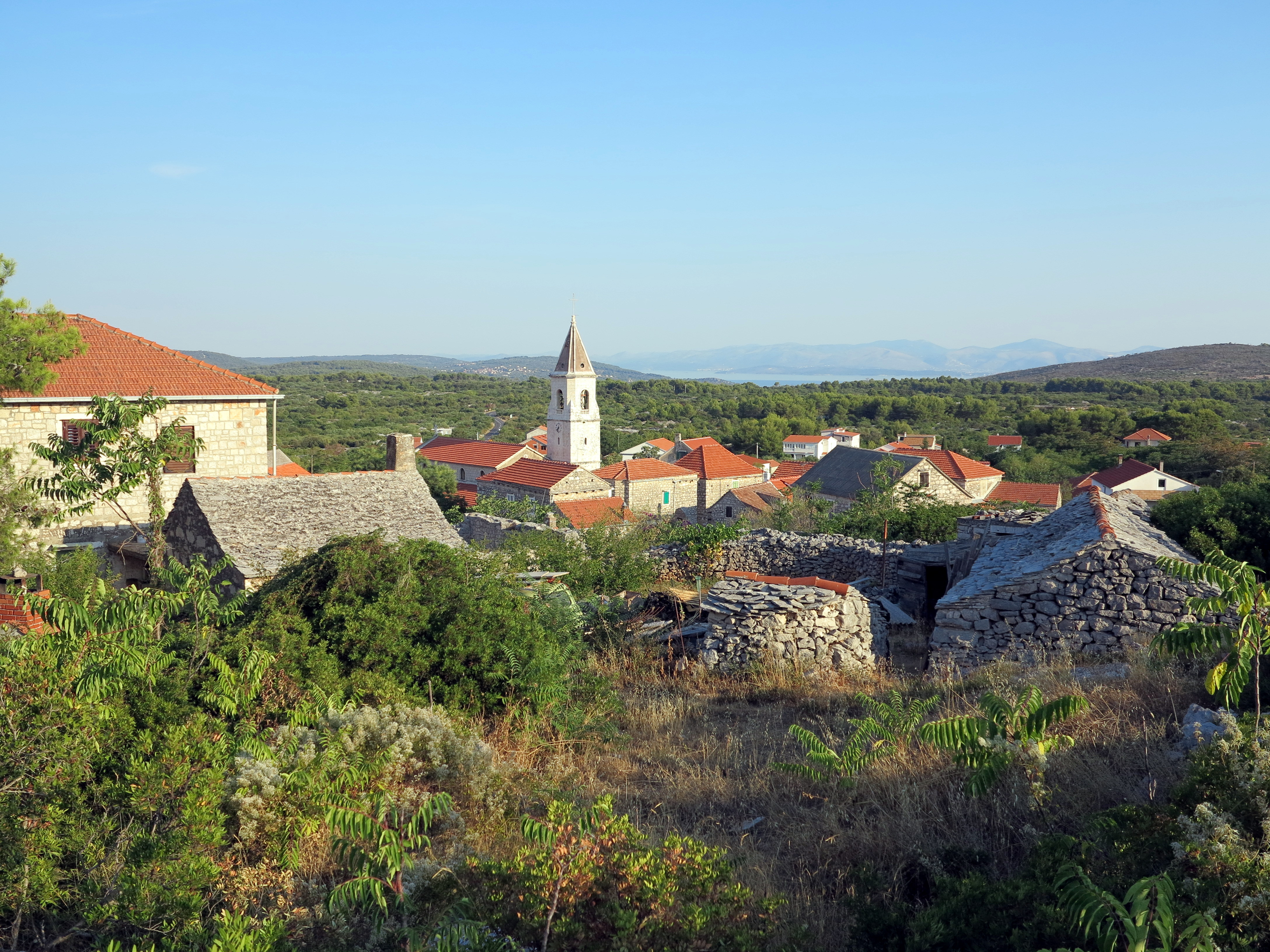
Gornje Selo
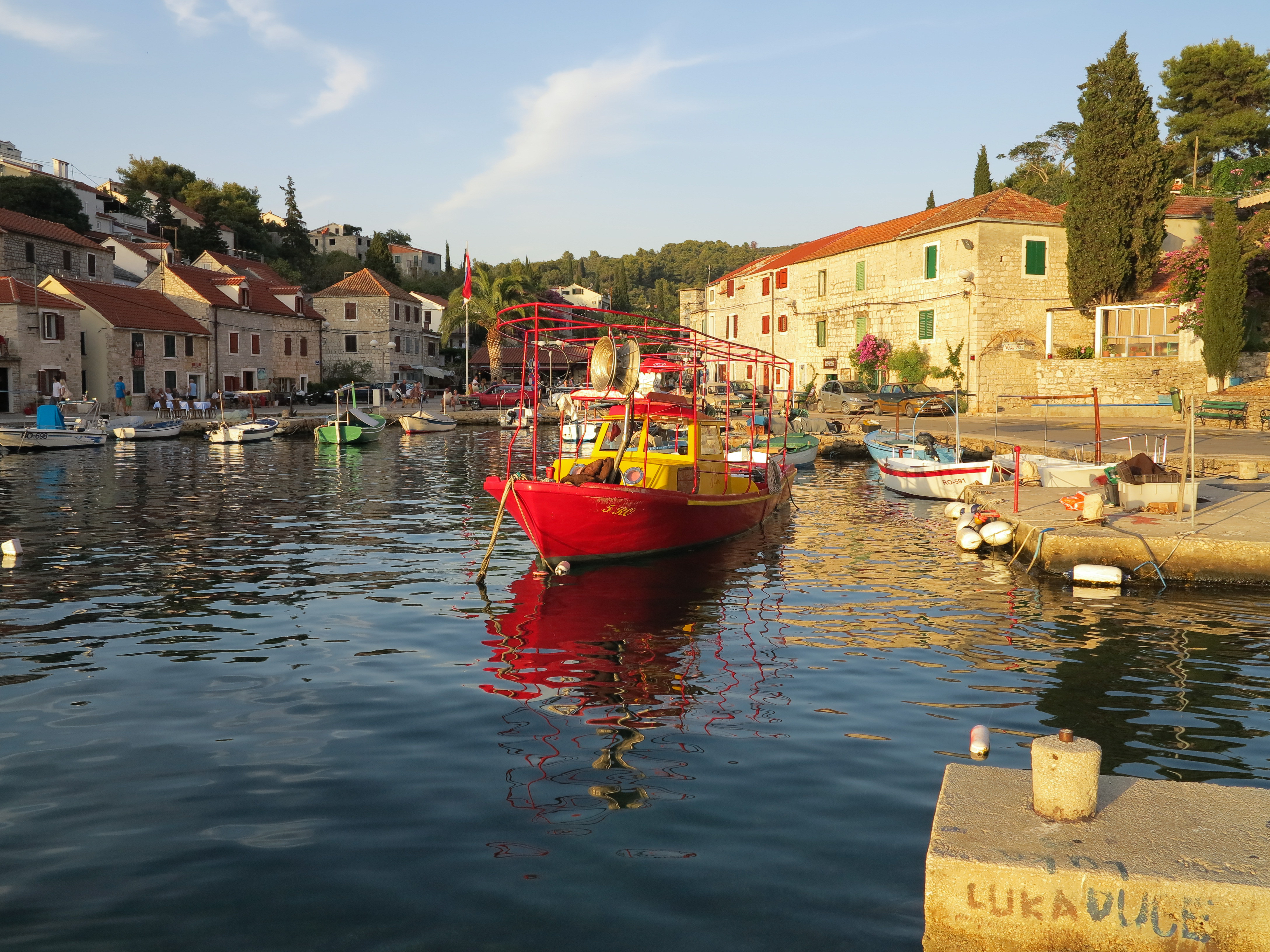
Porto de Maslinica
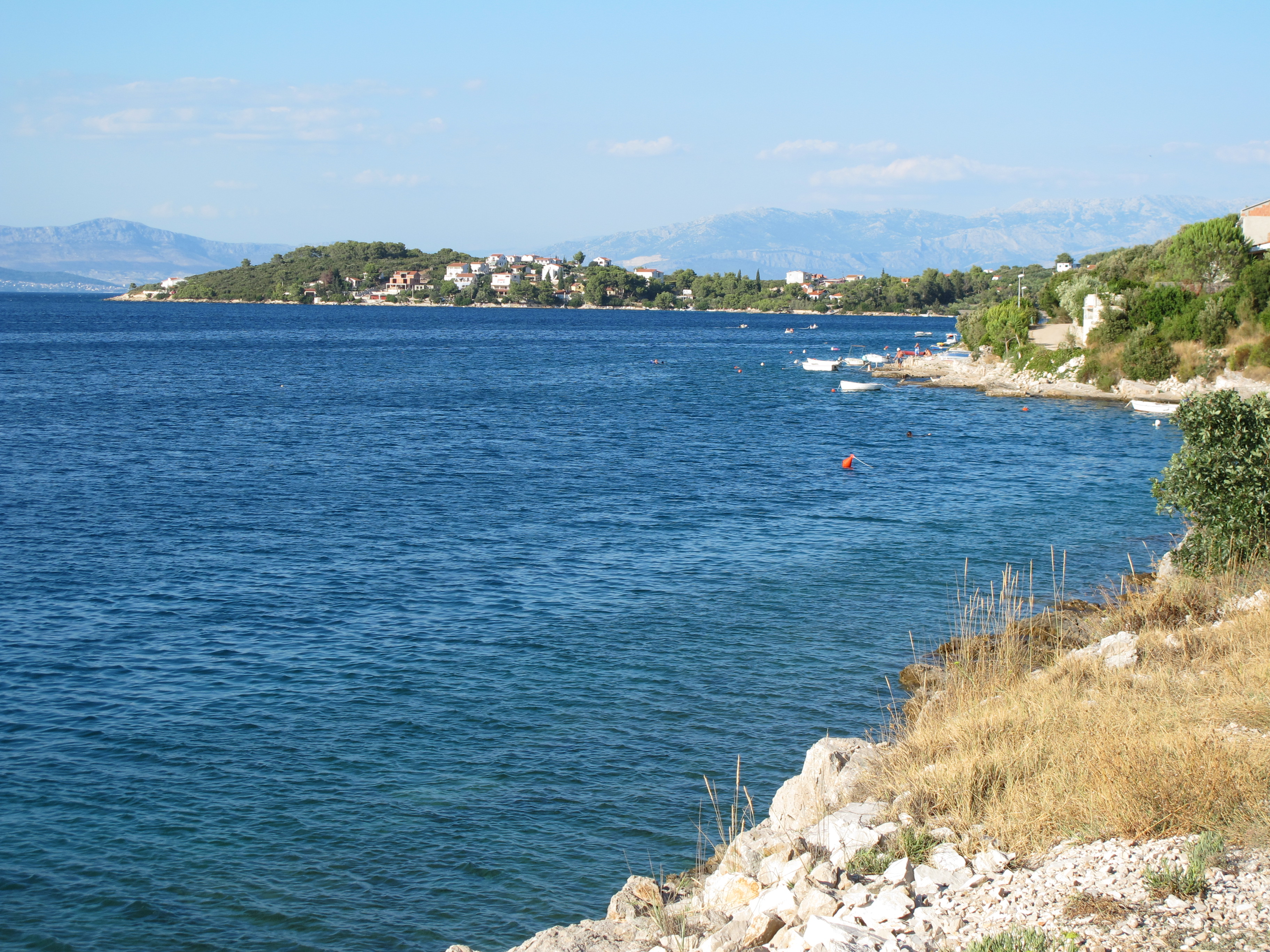
Nečujam
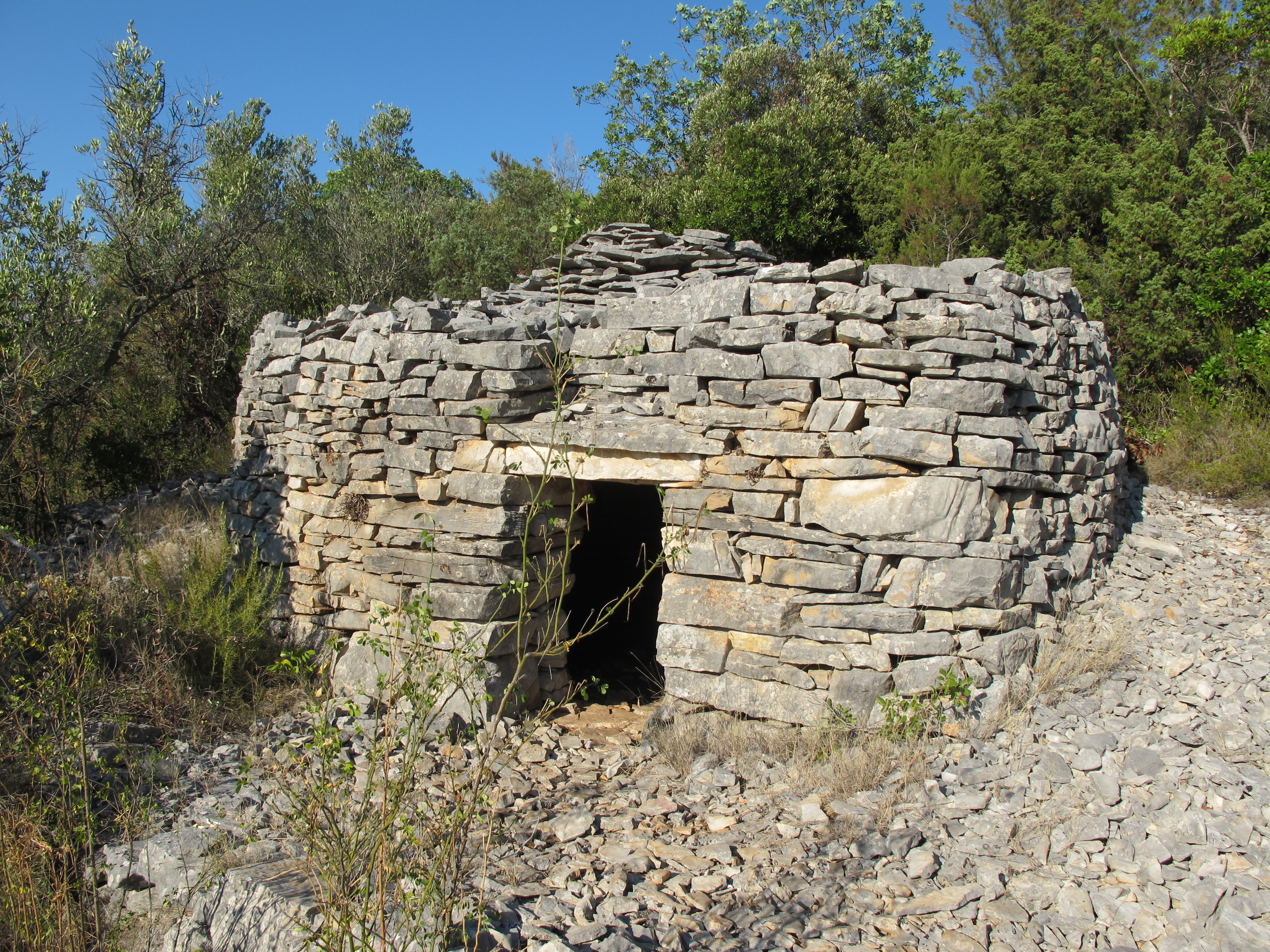
Bunja em Nečujam